# Движение сандинистского обновления
Движение сандинистского обновления (Движение за сандинистское обновление, исп. Movimiento Renovador Sandinista, MRS) — никарагуанская политическая партия левого толка, основанная 21 мая 1995 года активистами Сандинистского фронта национального освобождения (СФНО), чтобы создать новую политическую силу, которая «претендует на подлинные ценности сандинизма, демократии и социальной справедливости». 
Образована покинувшими СФНО из-за разногласий с руководством во главе с Даниэлем Ортегой, которого обвиняют в предательстве идеалов Сандинистской революции 1979 года. Среди учредителей — известные участники революции: леворадикальный священник и поэт Эрнесто Карденаль, революционерка и историк Дора Мария Тельес, бывший координатор Правительственной хунты национального возрождения и бывший вице-президент Серхио Рамирес, команданте и экс-министр Луис Каррион Крус, бывшие члены Национального руководства СФНО Генри Руис и Виктор Тирадо, музыкант и композитор Карлос Мехия Годой, активистка феминистического и индейского движений Мирна Каннингем; позже присоединились другие разочаровавшиеся в Ортеге и его окружении сандинисты, например, Моника Бальтодано.
В 2016 году присоединилось к Прогрессивному альянсу, образованному более чем 130 лейбористскими, социал-демократическими и левоцентристскими партиями и организациями со всего мира.

## История

### Создание
Учредительный съезд Движения сандинистского обновления состоялся 21 мая 1995 года, по случаю столетия со дня рождения Аугусто Сандино (18 мая 1895 года). Съезд принял основополагающие документы новой партии: принципы, программу, устав, — и избрал её первое национальное руководство.
С самого начала основатели Движения заявили о своей приверженности постулатам демократии, мира, социальной справедливости и гражданской борьбы. В течение 1994—1995 годов представители MRS в Национальном собрании приняла активное участие в разработке конституционной реформы.
В 1996 году Серхио Рамирес и Аргуэлло Леонель выдвигались от партии в качестве кандидатов на посты президента и вице-президента, но получили лишь 0,44 % голосов.

### Выборы 2006 года
На президентских и парламентских выборах 2006 года, вокруг партии был образован Альянс MRS во главе с бывшим мэром Манагуа Эрти Левитесом, выдвинутым в качестве кандидата на пост президента в тандеме с журналистом и дипломатом революционного сандинистского правительства Эдмундо Харкином Кальдероном.
В Альянс вошли такие силы, как Партия гражданского действия (PAC), Движение за спасение сандинизма, Никарагуанская социалистическая партия (PSN), Социально-христианская партия, Зелёное экологическое движение, Автономное женское движение.
Альянс MRS порицал пакт, заключённый между СФНО и Либерально-конституционной партией, фактически направленный на делёж сфер влияния и цементирование двухпартийной системы. Кроме того, он был одной из немногих сил, поддерживавших право женщин на аборт в случае угрозы для жизни матери (остальные четыре ведущих кандидата, включая обратившихся к социально-консервативной и патриархальной позиции сандинистов, выступили против).
Предвыборная кампания разворачивалась для альянса благоприятно, и его кандидат в опросах упрочал своё третье место после СФНО и Никарагуанского либерального альянса (опросы сулили ему даже больше 20 % и перспективы побороться за победу).
Однако в разгар избирательной кампании 2 июля 2006 года Эрти Левитес умер, и его заменил Эдмундо Харкин Кальдерон (кандидатом на пост вице-президента стал Карлос Мехия Годой).
В итоге, кандидат Альянса Харкин Кальдерон получил 6,44 % голосов на выборах президента, а его список — 8,69 % на выборах парламента, обеспечив избрание 5 депутатов от MRS. При этом MRS получило четверть голосов в Манагуа.

### В оппозиции Д. Ортеге
11 июня 2008 года в контексте грядущих муниципальных выборов в ноябре Верховный избирательный совет Никарагуа, контролируемый новым президентом Даниэлем Ортегой, отменил правосубъектность MRS, отметив его как «самораспустившееся» (хотя буквально месяцем раньше сам публиковал окончательные списки кандидатов в мэры и местные депутаты, включавшие кандидатуры MRS). В знак протеста против этого Дора Мария Тельес объявила голодовку против «диктатуры Ортеги» (голодала на улице, недалеко от Кафедрального собора Манагуа, в новом центре столицы, в течение 12 дней, после чего врачи настояли на прекращении голодовки из-за угрозы здоровью). В итоге данное решение было отменено.
На национальных выборах 2011 года MRS присоединилось к альянсу вокруг Независимой либеральной партии, а Харкин Кальдерон был кандидатом в вице-президенты от него. Движению удалось провести 2 депутатов и 3 заместителей депутатов в Национальное собрание, а также одного депутата в Центральноамериканский парламент.
В октябре 2016 года был создан Широкий фронт за демократию (Frente Amplio por la Democracia), в котором NRS участвовало совместно с различными политическими организациями и социальными движениями для борьбы против авторитарных тенденций в стране.
4 октября 2018 года вокруг него было создано еще более широкое объединение оппозиционных Ортеге сил (43 общественных и политических организаций и движений) — «Сине-белое национальное единство» (Unidad Nacional Azul y Blanco). Его участники, включая MRS, сыграли важную роль в протестных мобилизациях, продолжающихся в Никарагуа с апреля 2018 года. VIII съезд MRS состоялся 18 ноября 2017 года.

## Главы Движения
- 1995—1998 — Серхио Рамирес
- 1998—2007 — Дора Мария Тельес
- 2007—2012 — Энрике Саэнс
- 2012—2017 — Ана Маргарита Вихил
- 2017-по н.вр. — Суйен Бараона

## Контакты
- Веб-сайт: http: //partidomrs.org
- Блог: Zona Naranja. El Blog
- Фейсбук: MRS Oficial
- Твиттер: @ProtestaNica y @Partido_MRS
- ТВ-канал: MRS Tv